# Pieśń Reprezentacyjna Wojska Polskiego

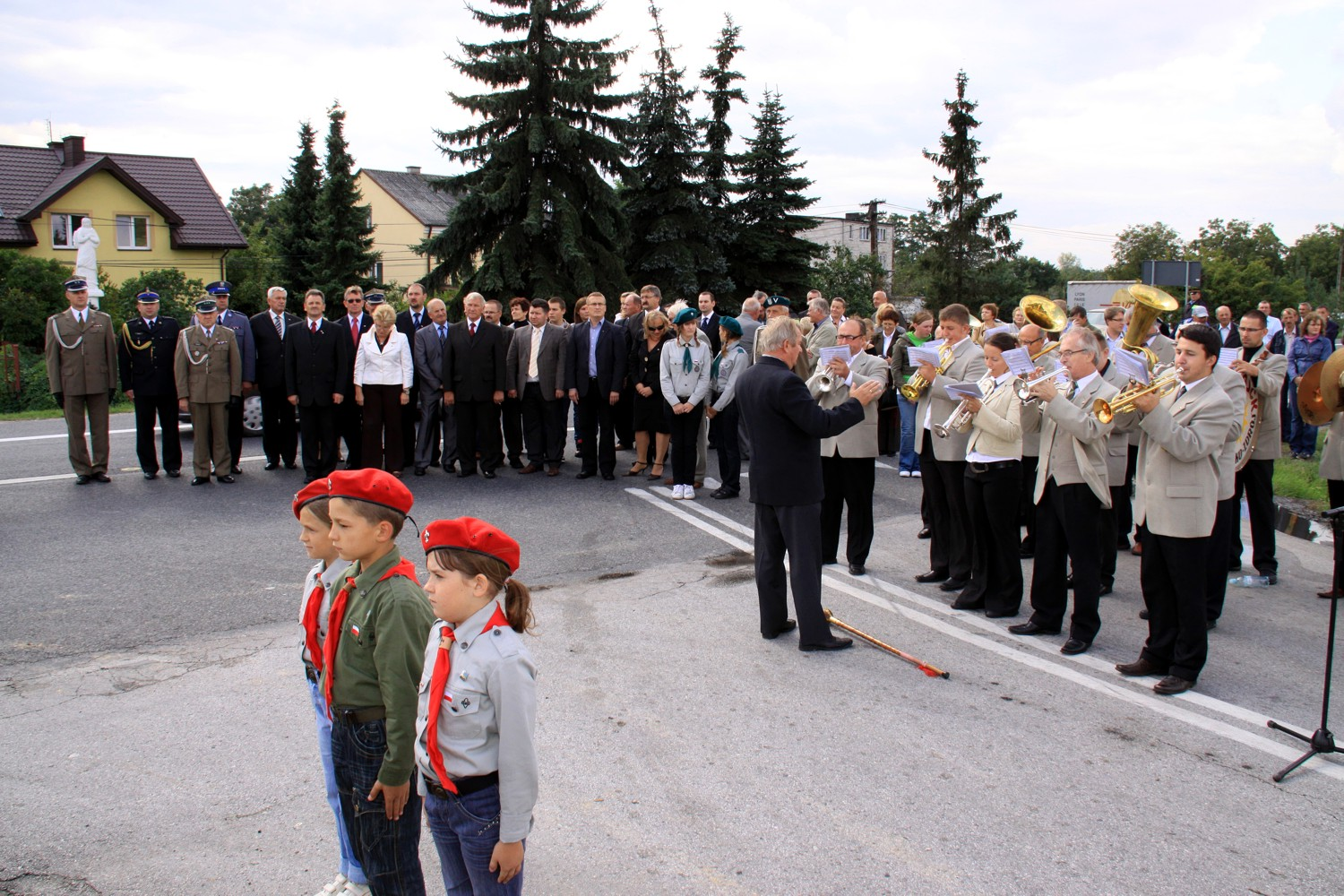
Uroczystości rocznicowe bitwy pod Broniną, orkiestra gra Pieśń Reprezentacyjną Wojska Polskiego, 5 września 2009 r.

Pieśń Reprezentacyjna Wojska Polskiego – uroczysty utwór, rodzaj hymnu wojskowego, wykonywany podczas obchodów Święta Wojska Polskiego oraz w czasie uroczystości wojskowych organizowanych w jednostkach Sił Zbrojnych Rzeczypospolitej Polskiej, wprowadzony decyzją nr 374/MON Ministra Obrony Narodowej Aleksandra Szczygły, z dnia 15 sierpnia 2007 r.
Pieśń Reprezentacyjna Wojska Polskiego stanowić ma nawiązanie do tradycji, być dla wojska tym czym była przez wieki "Bogurodzica".
Utwór stanowią wybrane fragmenty Marsza Pierwszej Brygady. Podczas jego wykonywania obowiązuje zachowanie powagi i spokoju, a obecne pododdziały zwarte i umundurowani żołnierze zachowują się zgodnie z polskim ceremoniałem wojskowym.

## Tekst
Legiony to żołnierska nuta,

Legiony to ofiarny stos,

Legiony to żołnierska buta,

Legiony to straceńców los.

My, Pierwsza Brygada,

Strzelecka gromada,

Na stos – rzuciliśmy swój życia los,

Na stos, na stos.

Mówili, żeśmy stumanieni,

Nie wierząc nam, że chcieć to móc!

Laliśmy krew osamotnieni,

A z nami był nasz drogi Wódz!

My, Pierwsza Brygada,

Strzelecka gromada,

Na stos – rzuciliśmy swój życia los,

Na stos, na stos.

Nie chcemy dziś od was uznania,

Ni waszych mów, ni waszych łez.

Skończyły się dni kołatania

Do waszych dusz, do waszych serc!

My, Pierwsza Brygada,

Strzelecka gromada,

Na stos – rzuciliśmy swój życia los,

Na stos, na stos.